# Джонсон Агії-Іронсі
Джонсон Томас Умуанкве Агії-Іронсі (3 березня 1924, Умуахія, Нігерія — 29 липня 1966, Ібадан, Нігерія) — військовий та політичний діяч Нігерії.

## Життєпис
Народився 3 березня 1924 року. За національністю — ігбо. Служив у колоніальних частинах з 1942 року. Офіцерське звання присвоєне 1949 року. Закінчив у Великій Британії коледж сухопутних військ у Кімберлі, імперський коледж оборони у Лондоні. Командував силами ООН з підтримки миру в Конго (1964). З 1965 року головнокомандувач збройними силами Нігерії. Придушив державний переворот 15 січня 1966 року, спланований молодими офіцерами нігерійської армії, й очолив перший військовий уряд (16 січня 1966). Уряд Іронсі прийняв декрет про створення унітарної форми правління в країні (24 травня 1966). Це призвело до різкого посилення сепаратиських настроїв і послужило однією з причин армійського заколоту 29 липня 1966 року, під час якого його і вбили.